# زلف بر باد مده تا ندهی بر بادم
غزلی با مطلعِ «زلف بر باد مده تا ندهی بر بادم» غزل شمارهٔ ۳۱۶ از دیوانِ حافظ در تصحیحِ محمد قزوینی و قاسم غنی است.

## تضمین
این شعر تضمینی از غزل شمارهٔ ۳۷۱ غزلیات سعدی شیرازی است:
| من از آن روز که در بند توام آزادم    |  | پادشاهم که به دست تو اسیر افتادم    |
| همه غم‌های جهان هیچ اثر می‌نکند        |  | در من از بس که به دیدار عزیزت شادم  |
| خرم آن روز که جان می‌رود اندر طلبت    |  | تا بیایند عزیزان به مبارک بادم      |
| من که در هیچ مقامی نزدم خیمه انس     |  | پیش تو رخت بیفکندم و دل بنهادم      |
| دانی از دولت وصلت چه طلب دارم هیچ    |  | یاد تو مصلحت خویش ببرد از یادم      |
| به وفای تو کز آن روز که دلبند منی    |  | دل نبستم به وفای کس و در نگشادم     |
| تا خیال قد و بالای تو در فکر من است  |  | گر خلایق همه سروند چو سرو آزادم     |
| به سخن راست نیاید که چه شیرین سخنی   |  | وین عجبتر که تو شیرینی و من فرهادم  |
| دستگاهی نه که در پای تو ریزم چون خاک |  | حاصل آن است که چون طبل تهی پربادم   |
| می‌نماید که جفای فلک از دامن من       |  | دست کوته نکند تا نکند بنیادم        |
| ظاهر آن است که با سابقه حکم ازل      |  | جهد سودی نکند تن به قضا در دادم     |
| ور تحمل نکنم جور زمان را چه کنم      |  | داوری نیست که از وی بستاند دادم     |
| دلم از صحبت شیراز به کلی بگرفت       |  | وقت آن است که پرسی خبر از بغدادم    |
| هیچ شک نیست که فریاد من آنجا برسد    |  | عجب ار صاحب دیوان نرسد فریادم       |
| سعدیا حب وطن گر چه حدیثیست صحیح      |  | نتوان مرد به سختی که من این جا زادم |

## وزن
این شعر بر وزن (فعلاتن فعلاتن فعلاتن فعلن) و در بحر رمل مثمن مخبون محذوف سروده شده است.

## در اجراها
قوامی در برنامهٔ شمارهٔ ۳۴۶ از مجموعهٔ گل‌های رنگارنگ این غزل را در آوازِ ابوعطا اجرا کرده‌است.

## در دیگر آثار هنری
بر پرّه‌های بادبزنی روغنی، اثر «آقا سید محمد» و متعلق به سال ۱۲۸۶ ه‍.ق/۱۸۶۹ م که در مجموعهٔ خلیلی (LAQ 461) نگهداری می‌شود، بیت اول این غزل نقش بسته‌است.
محسن نامجو، ترانه زلف را در آلبوم‌های ترنج، الکی، آوازهایی از شرق و سمفونیک اودیسه ۲۰۲۰ براساس این شعر حافظ خوانده است.